# Claus Rasmussen
Claus Rasmussen (* 31. Dezember 1957 in Svendborg) ist ein ehemaliger dänischer Radrennfahrer nationaler Meister im Radsport.

## Sportliche Laufbahn
Er war Teilnehmer der Olympischen Sommerspiele 1984 in Los Angeles. Dort startete er im 1000-Meter-Zeitfahren und belegte beim Sieg von Fredy Schmidtke den 15. Platz.
Rasmussen gewann 1975 vier Medaillen bei dänischen Meisterschaften der Junioren in vier verschiedenen Disziplinen. 1979 gewann er seinen ersten Titel bei den Amateuren, als er bei den Meisterschaften im Bahnradsport das Punktefahren und gemeinsam mit Henning Larsen, Peter Ellegaard und Lars Johansen die Mannschaftsverfolgung gewann. 1980 holte er erneut den Titel in der Mannschaftsverfolgung und wurde auch Meister im 1000-Meter-Zeitfahren. Auch in folgenden beiden Jahren gewann er beide Titel. Zudem siegte er 1982 in der Einerverfolgung. Seinen letzten dänischen Meistertitel errang er 1983 im Zeitfahren.